# Astronomix
Astronomix est un personnage de la série de bande dessinée Astérix du dessinateur Albert Uderzo et du scénariste René Goscinny. Il apparaît dans l'album Comment Obélix est tombé dans la marmite du druide quand il était petit (sans être nommé) puis dans l'album Astérix et la rentrée gauloise (éd. 2003), et enfin dans l'album Astérix et Latraviata.
C'est le père d'Astérix.

## Carte d'identité

### Rôle du personnage

#### Comment Obélix est tombé dans la marmite du druide quand il était petit
Dans cet album, Astronomix joue quasiment un rôle de figurant. En racontant son enfance, Astérix parle de ses parents dès la première page en avouant qu'ils vivaient heureux. On le voit successivement prendre Astérix dans ses bras, attendre pour boire de la potion magique, fêter une victoire sur les romains lors d'un banquet, puis rentrer d'un autre combat victorieux sur les romains. Contrairement à l'histoire publiée auparavant dans le journal Pilote, Astronomix adresse quelques mots à son fils.

#### Astérix et la rentrée gauloise
Nota : bien que publiée en 2003, cette histoire fut dessinée en 1994 par Uderzo. Elle se situe donc avant Astérix et Latraviata (album sorti en 2001).
Astronomix réapparaît dans l'histoire En 35 av. J.-C. (Jules César), dans la seconde édition de l'album Astérix et la rentrée gauloise. Cette histoire se passe le jour de la naissance d'Astérix et Obélix. Pendant qu'une bagarre éclate dans le village, Astronomix et Obélodalix se font renvoyer de chez eux afin de ne pas troubler leurs femmes, en train d'accoucher. Se sentant impuissants pour leurs femmes, ils participent à la bagarre mais le druide Panoramix intervient alors pour annoncer la naissance des deux bébés : Astronomix appelle son fils Astérix, Obélodalix appelle le sien Obélix.

#### Astérix et Latraviata
Pour leur anniversaire, Astérix et Obélix se voient offrir un glaive et un casque par leurs mères respectives, Praline et Gélatine, tandis que leurs pères sont restés à Condate.
Astronomix et Obélodalix, le père d'Obélix, tiennent en effet à Condate un commerce de souvenirs d'Armorique nommé Le Contemporain. Ils sont restés là-bas pour profiter de la saison touristique et ainsi faire des affaires. 
Le soir venu, Astronomix et Obélodalix vont à la taverne déguster une cervoise. Ils reviennent ivres, puis s'aperçoivent trop tard que leur boutique a été vandalisée. Ils sont alors arrêtés par les Romains qui les emmènent voir le préfet Bonusmalus. Ce dernier les fait mettre en prison : c'est là qu'Astronomix et Obélodalix apprennent de Roméomontaigus que le glaive et le casque (échangés à ce dernier contre une barrique de cervoise) ont en fait été volés à Pompée par Roméomontaigus. Ils apprennent aussi que si Pompée est en Gaule, c'est pour préparer un coup d'État contre Jules César.
Plus tard, Roméomontaigus sort de prison. Astronomix lui donne une bourse pleine de sesterces pour qu'il prévienne Tragicomix et Falbala, habitant eux aussi à Condate, de leur emprisonnement. Mais le Romain, ivre à nouveau, va oublier sa mission.
Ce n'est que bien plus tard qu'Astérix et Obélix, alertés par Falbala sur le chemin de Condate, viendront les délivrer. S'ensuit alors une bataille entre les Gaulois et le préfet Bonusmalus, à laquelle Astronomix assiste en compagnie d'Obélodalix.
De retour chez lui, Astronomix offre une robe à Latraviata et participe au banquet final dans le village gaulois.

### Portrait physique
- Dans le premier album, Astronomix ressemble fort à Astérix adulte. Astérix dit lui-même : "J'ai toujours été de petite taille, comme l'était mon père et comme l'était ma mère". Seuls ses vêtements et la forme de son casque le différencient de l'actuel Astérix.
- Dans Astérix et Latraviata, Astronomix est devenu un vieillard. Bien qu'il n'ait plus les forces de se battre, il reste d'un esprit bagarreur ; quand il sera arrêté, il dira au décurion : "tu as de la chance que nous soyons devenus de vieux décatis !"
- Si Astérix et Obélix arborent respectivement un casque à grandes ailes et un à petites cornes, leurs pères portent leurs contraires. Ainsi Astronomix est coiffé d'un casque à grandes cornes et Obélodalix d'un casque à petites ailes.

### Portrait moral et caractère
À l'exception de son caractère bagarreur, la personnalité d'Astronomix ne transparaît guère dans les albums. Par analogie, elle est comparable à celle de son fils Astérix.

### Nom
- Origine de son nom : astronomique.
- Il est également connu à l'étranger sous le nom de :
  - Asteucaouix en picard

## Sources
- Le Livre d'Astérix le gaulois, Albert-René, 1999.
- Dictionnaire Goscinny, JC Lattès, 2003.